# Relaciones Polonia-Uruguay
Las relaciones Polonia-Uruguay son las relaciones internacionales entre la República de Polonia y la República Oriental de Uruguay. Ambas naciones son miembros de las Naciones Unidas.

## Historia
En 1847, el diplomático polaco Alejandro José Colonna-Walewski realizó una visita a Uruguay durante una visita a América del Sur. Los primeros inmigrantes polacos a Uruguay llegaron a mediados del siglo XIX. En los años anteriores a la Primera Guerra Mundial, Uruguay recibió inmigrantes de clase obrera de Polonia.
Las relaciones diplomáticas entre Polonia y Uruguay se establecieron el 22 de julio de 1920. Poco después, el enviado polaco, el conde Ksawery Franciszek Orłowski, presentó sus cartas credenciales al presidente uruguayo Baltasar Brum. Entre 1922 y 1936 la legación diplomática polaca en Buenos Aires, Argentina fue acreditada para las relaciones con Uruguay.
Durante la Segunda Guerra Mundial, César Montero Bustamante fue puesto a cargo de parte del Ministerio de Relaciones Exteriores de Uruguay para las relaciones con el gobierno polaco en el exilio en Londres. Poco después de la guerra, las relaciones entre ambas naciones mejoraron constantemente. En 1995, el expresidente polaco Lech Wałęsa realizó una visita a Uruguay. En 2002, el canciller uruguayo Didier Opertti realizó una visita oficial a Polonia y se reunió con el presidente polaco Aleksander Kwaśniewski. En 2006, la cancillería uruguaya, Belela Herrera, realizó una visita a Polonia. En 2007, el canciller polaco Witold Waszczykowski realizó una visita a Uruguay.
En 2010, Polonia y Uruguay celebraron 90 años de relaciones diplomáticas. En 2021, Uruguay cerró su embajada en Varsovia debido a restricciones presupuestarias.

## Relaciones Bilaterales
Ambas naciones han firmado varios acuerdos bilaterales, como un Tratado Comercial (1938); Acuerdo de Cooperación Cultural, Científica y Educativa (1989); Acuerdo sobre la Promoción Recíproca de Inversiones (1991); Acuerdo sobre la Eliminación de Requisitos de Visa (1991); Acuerdo para Evitar la Doble Imposición (1991) y un Acuerdo de Cooperación Conjunta entre los Ministerios de Relaciones Exteriores de ambas naciones (2010).

## Misiones diplomáticas
- Polonia está acreditada ante Uruguay desde su embajada en Buenos Aires, Argentina y mantiene un consulado honorario en Montevideo.[12]
- Uruguay está acreditado ante Polonia desde su embajada en Berlín, Alemania.